# Ometepe
Ometepe é uma ilha situada no Lago Nicarágua, na Nicarágua. Seu nome deriva das palavras náuatle ome (dois) e tepetl (montanha), que significa "duas montanhas", já que a mesma está constituída pelos cones de dois vulcões: o Concepción e o Maderas. Mais de 1.700 pinturas rupestres foram encontradas em Ometepe, tornando-a um importante centro arqueológico do país. É a maior ilha do Lago Nicarágua.

## Características
Esta ilha é de origem vulcânica, e é composta por dois vulcões com origem na mesma base: o Madera, já extinto, e o Concepción, ainda activo. Da história recente, salientam-se as erupções de 1955 e 1957.